# یاوتوشچکی
یاوتوشچکی (به لاتین: Jałtuszczyki) یک روستا در لهستان است که در گمینا میلیچتسه واقع شده‌است.